# 西宮市立瓦木小学校
西宮市立瓦木小学校（にしのみやしりつ かわらぎしょうがっこう）は、兵庫県西宮市大屋町にある公立小学校。2013年（平成25年）5月現在の児童数は475名である。

## 沿革
- 1873年（明治6年）6月15日 - 開文小学校創立。
- 1900年（明治33年）8月 - 瓦木尋常小学校と改称。
- 1941年（昭和16年）4月1日 - 瓦木国民学校と改称。
- 1949年（昭和24年）4月1日 - 西宮市瓦木小学校と改称。
- 1981年（昭和56年）瓦林小学校の開校に伴い、校区が縮小。
- 1983年（昭和58年）芦原小学校廃校と同時に新たに校区再編のため深津小学校が開校。瓦木小学校校区西側（深津町、高畑町、高松町、田代町、大屋町：中津浜線より西側、中島町：中津浜線より西側、）が分離。現在の校区となる。

## 進路状況
ほとんどの児童は西宮市立深津中学校へ進学するが、国私立中学校へ進学する児童もいる。

## 著名な出身者
- 畑農鋭矢（経済学者）

## 通学区域が隣接している学校
- 西宮市立瓦林小学校
- 西宮市立高木小学校
- 西宮市立深津小学校
- 西宮市立上甲子園小学校
- 尼崎市立大島小学校
- 尼崎市立武庫南小学校